# بالتازار كيندرمان
بالتازار كيندرمان Balthasar Kindermann (ولد في 10 أبريل 1636 في تسيتاوْ – ومات في 12 فبراير 1706 في ماجديبورج) هو شاعر ألماني.
درس كيندرمان علم اللاهوت في فينتنبرج, وكان في نفس الوقت يحضر محاضرات أوجوست بوخنر في الشعر والبلاغة. عمل كيندرمان في عام 1659 مصححا في إحدى المدارس في براندنبورج. انتقل في عام 1667 إلى ماجديبورج حيث عمل شماسا في كنيسة القديس يوهانس. وتولى منصب الواعظ الأول في كنيسة القديس أولريش في عام 1672.
توعت كتابات كيندرمان فهي تحتوي قصائد ساخرة متأثرة بأسلوب موشيروش، وكتابات في البلاغة وعلم الشعر ومجموعات شعرية وكذلك بعض المسرحيات.

## من أعماله
- السبعة الأشرار 1662
- الشاعر الألماني 1664
- الخطيب الألماني 1660